# Jeppe Kaas
Jeppe Kaas (født 23. november 1966) er uddannet musiker (trompetist) fra Rytmisk Musikkonservatorium, og han har medvirket som trompetist på en lang række studiealbum med kendte danske kunstnere siden slutningen af 1980'erne.
Han har desuden arbejdet som filmkomponist i en årrække, hvilket har indbragt ham tre Robert-priser for årets bedste filmmusik. Og endelig har han også medvirket som skuespiller i en del film og TV-serier.
Jeppe Kaas er søn af afdøde skuespiller og teaterdirektør Preben Kaas og dennes første hustru jordemoder og skuespiller Ulla Steen, og han er halvbror til skuespilleren Nikolaj Lie Kaas.

## Udvalgt filmografi
| - En afgrund af frihed (1989) - Den store badedag (1991) - Kun en pige (1995) - Den blå munk (1998) - Min søsters børn (2001) - De grønne slagtere (2003) - Kinamand (2005) - Fluerne på væggen (2005) - Dirch (2011) | - Alle elsker Debbie (1987) - TAXA (1999) Del 39 - Morten Korch - Ved stillebækken (1999) - Krøniken (2003-04) Afsnit 11 |

## Filmkomponist
| Spillefilm - Parterapi (2010) - Kandidaten (2008) - Rene hjerter (2007) - Sprængfarlig bombe (2006) - Adams æbler (2006) - Solkongen (2005) - Forbrydelser (2004) - De grønne slagtere (2003) - Små ulykker (2002) - Anja & Viktor (2001) - Grev Axel (2001) - Blinkende lygter (2000) - Kærlighed ved første hik (1999) | Børnefilm - Min søsters børn i sneen (2002) - Min søsters børn i Ægypten (2004) - Far til fire gi'r aldrig op (2005) - Tempelriddernes skat (2006) - Far til fire - i stor stil (2006) - Tempelriddernes skat II (2007) - Karlas kabale (2007) - Tempelriddernes skat III (2008) - Far til fire - på hjemmebane (2008) - Karla og Katrine (2009) - Vølvens forbandelse (2009) - Far til fire - på japansk (2010) - Karla og Jonas (2010) - Far til fire - tilbage til naturen (2011) - Olsen-banden på dybt vand (2013) |

## Hædersbevisninger
- Robertprisen
  - årets musik i 2007, sammen med Mikael Simpson for Rene hjerter.
  - årets musik i 2009 for Kandidaten, sammen med Jacob Groth for To verdener
  - Årets sang i 2012 for Dirch.
  - Robert for årets score i 2016 for Skammerens datter.

## Eksterne links
- Jeppe Kaas på Internet Movie Database (engelsk)
- Jeppe Kaas på Filmdatabasen
- Jeppe Kaas på danskefilm.dk
- Jeppe Kaas på danskfilmogtv.dk
- Jeppe Kaas på Scope
- Jeppe Kaas på Svensk Filmdatabas (svensk)
- Jeppe Kaas på AlloCiné (fransk)
- Jeppe Kaas på AllMovie (engelsk)
- Jeppe Kaas på The Movie Database (engelsk)
- Jeppe Kaas på Discogs (engelsk)

|  | Artiklen om Jeppe Kaas kan blive bedre, hvis der indsættes et (bedre) billede Du kan hjælpe ved at afsøge Wikimedia Commons for et passende billede eller uploade et godt billede til Wikimedia Commons iht. de tilladte licenser og indsætte det i artiklen. |